# Сигурдур Тораринссон
Сигурдур Тораринссон (исл. Sigurður Þórarinsson; 1912—1983) — исландский учёный. Геолог, гляциолог, вулканолог, профессор и поэт-песенник. Пионер тефрохронологии, внёс значительный вклад в науки, которыми занимался. Также является автором текстов нескольких известных исландских песен.

## Биография
Родился в Вопнафьордюре на северо-востоке Исландии. Получил звание доктора философии (PhD) в Стокгольме и с 1944 года работал профессором географии в Исландском университете. За широкий охват наук The Geographical Journal назвал его универсальным человеком.
Скончался от сердечного приступа в Рейкьявике.

## Память и признание
- Медаль Тораринссона, высшая награда международной вулканологической ассоциации IAVCEI, названа в его честь. При этом зарубежные коллеги учёного допустили типичную ошибку, приняв отчество Сигурдура за его фамилию (которой у него не было).
- Eldur er í Norðri, собрание трудов учёного, было опубликовано коллегами к его 70-летию, ещё при жизни автора.
- В 1969 году первым получил Медаль Стено.